# Frederico Guilherme de Sousa Holstein
Frederico Guilherme de Sousa Holstein (2 de dezembro de 1737 - 1790) foi um militar e administrador colonial português. Era descendente pelo ramo materno de uma poderosa família germânica, que daria origem às famílias reais da Dinamarca, Grécia, Noruega e Reino Unido. Foi o 78.º Governador da Índia, entre 1779 e 1786.